# Gran Premio Città di Rio Saliceto e Correggio 1996
Il Gran Premio Città di Rio Saliceto e Correggio 1996, terza edizione della corsa, si svolse il 20 luglio 1996 su un percorso di 166 km. La vittoria fu appannaggio dell'italiano Fabrizio Guidi, che completò il percorso in 3h41'00", precedendo gli italiani Filippo Casagrande e Claudio Camin.

## Ordine d'arrivo (Top 10)
| Pos. | Corridore          | Squadra              | Tempo    |
| ---- | ------------------ | -------------------- | -------- |
| 1    | Fabrizio Guidi     | Scrigno-Blue Storm   | 3h41'00" |
| 2    | Filippo Casagrande | Scrigno-Blue Storm   | a 19"    |
| 3    | Claudio Camin      | Brescialat-Verynet   | s.t.     |
| 4    | Fulvio Frigo       | Glacial-Selle Italia | s.t.     |
| 5    | Alessio Barbagli   | Scrigno-Blue Storm   | s.t.     |
| 6    | Davide Casarotto   | Scrigno-Blue Storm   | s.t.     |
| 7    | Alessio Di Basco   | Saeco-Estro          | s.t.     |
| 8    | Federico Colonna   | Mapei-GB             | s.t.     |
| 9    | Mirco Crepaldi     | Team Polti           | s.t.     |
| 10   | Luca Colombo       | Aki-Gipiemme         | s.t.     |